# Sipenggeng (Batang Toru)
Sipenggeng is een bestuurslaag in het regentschap Tapanuli Selatan van de provincie Noord-Sumatra, Indonesië. Sipenggeng telt 898 inwoners (volkstelling 2010).